# Bîșiv, Makariv
Bîșiv (în ucraineană Бишів) este localitatea de reședință a comunei Bîșiv din raionul Makariv, regiunea Kiev, Ucraina.

## Demografie
Componența lingvistică a localității Bîșiv
     Ucraineană (96,55%)
     Rusă (2,96%)
     Alte limbi (0,17%)
Conform recensământului din 2001, majoritatea populației localității Bîșiv era vorbitoare de ucraineană (96,55%), existând în minoritate și vorbitori de rusă (2,96%).